# Bodenseekreis
Bodenseekreis este un district rural (în germană Landkreis) în landul Baden-Württemberg, Germania.
1. 1 2 3  GeoNames